# كيفن هيل
كيفن هيل (بالإنجليزية: Kevin Hill)‏ (6 مارس 1976 بإكزتر في المملكة المتحدة - ) هو لاعب كرة قدم بريطاني في مركز الوسط. لعب مع نادي توركي يونايتد وDorchester Town F.C. ‏ وTiverton Town F.C. ‏.

## وصلات خارجية
- كيفن هيل على موقع قاعدة بيانات كرة القدم.إي يو (الإنجليزية)
- كيفن هيل على موقع Soccerbase.com (لاعب) (الإنجليزية)